# ارنستو آلمیرانته
ارنستو آلمیرانته (ایتالیایی: Ernesto Almirante؛ ۲۴ سپتامبر ۱۸۷۷ – ۱۳ دسامبر ۱۹۶۴) هنرپیشه اهل ایتالیا بود.
از فیلم‌هایی که وی در آن نقش داشته‌است، می‌توان به شیخ سفید، گذرنامه سرخ، برادران کارامازوف، پلیس‌ها و دزدها، یک توپ و یازده مرد و مارکو ویسکونتی اشاره کرد.